# Асык

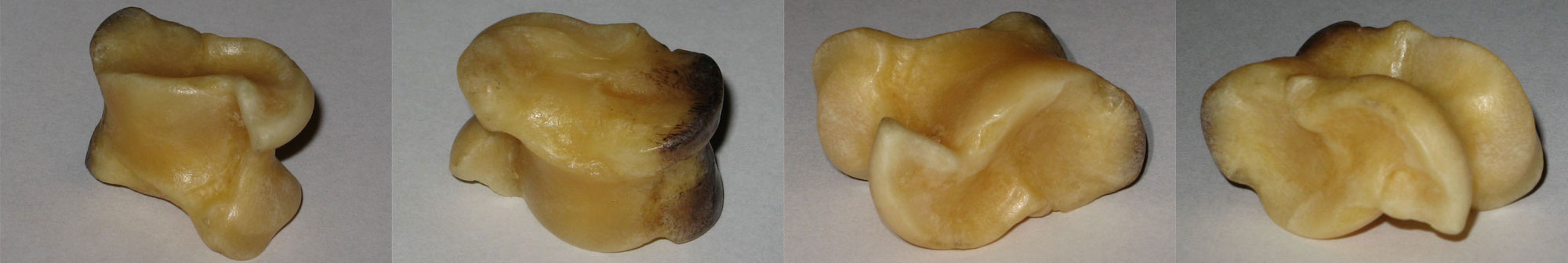
Позиции альчиков по старшинству, слева направо в порядке понижения статуса: айкур/алчы/алшы (верблюд), тай (конь), бук (козёл), чик/шик (баран)

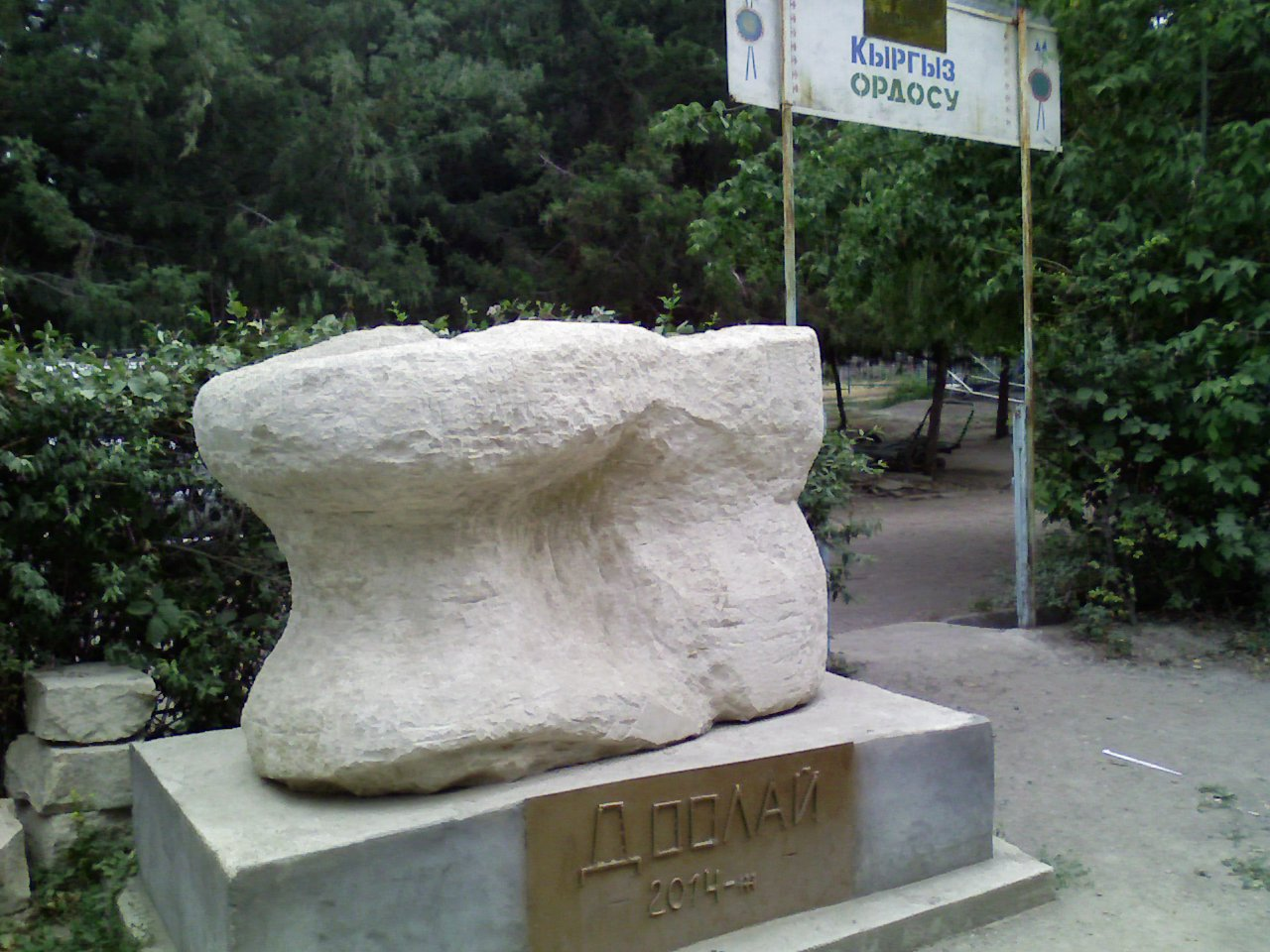
Памятник на площадке для игры «Ордо» в городе Ош

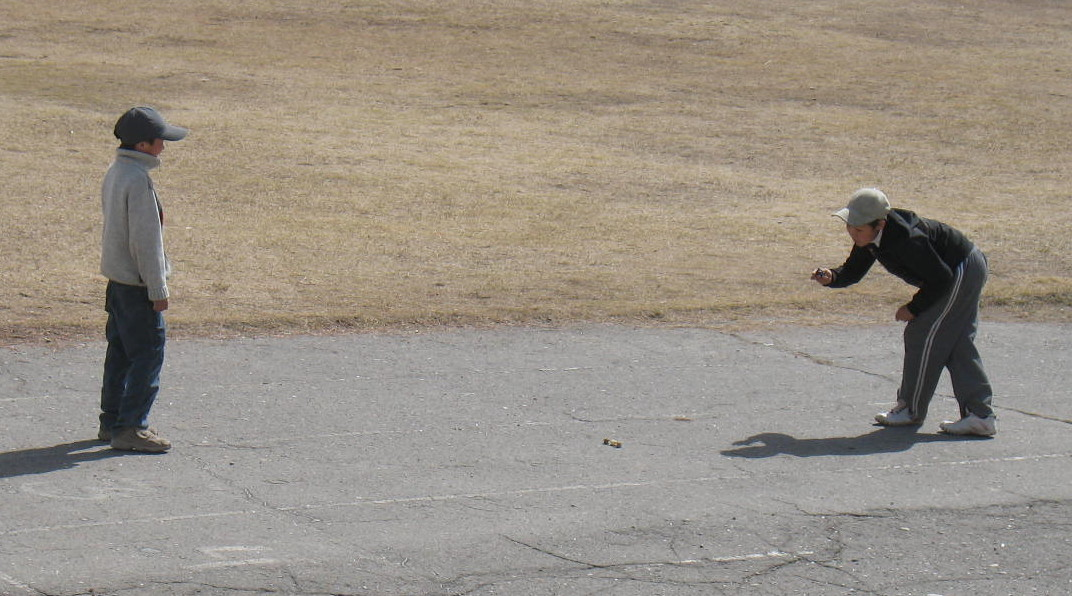
Дети играют в альчики на стадионе Нарына

Асык (каз. асық, кирг. ашык, чүкө, карач.-балк. ашык, рус. ашичка, узб. ошиқ, калм. шаһа, крымтат. aşıq oyunı, монг. шагай, сибтат. шағай, тадж. ошуқ, тур. aşık, туркм. aşyk, бур. шагай) — надпяточная кость (таранная кость) овцы (в основном баранов) и реже другого мелкого рогатого скота. В русском языке кость чаще называется альчик от киргизского слова алчы обозначающем самое старшее положение кости.
Альчики собираются и используются для игр и гадания в Центральной Азии, Монголии, Бурятии и некоторых других странах.
Волчьи альчики используются в качестве амулетов. А так же украшений

## асык
Игра в асык довольно схожа с русской национальной игрой в бабки, главное отличие которой в том, что в ней используются в основном кости крупного рогатого скота, которые крупнее, чем асык.
Игра в асык — одна из самых распространённых народных игр в Центральной Азии. Играют в неё в тёплое время года на воздухе. Суставы предварительно вывариваются или берутся из употреблённой в пищу баранины. Обычно каждый игрок имеет свой набор альчиков, но допускается использование общего набора при индивидуальных битах. Простые асык иногда раскрашиваются в разные цвета, они ценятся в зависимости от своего размера и веса и имеют разные названия. Главный асык «сака» (обычно это альчик большого размера) имеет наибольшую цену. «Сака» обычно берется из не вареных суставов, потому что в процессе варки кость теряет в массе, что плохо отражается на ударной силе. Для большей устойчивости «сака» обычно заливается свинцом. А у ханских и султанских детей, «сака» заливался даже золотом.
Альчики расставляются в ряд. Игрок бросает с расстояния нескольких метров альчик-биток, которым нужно выбить другие альчики из кона (круга). Также необходимо, чтобы биток встал в определённую позицию (см. на илл.).
Игра в альчики развивает глазомер, вырабатывается ловкость.

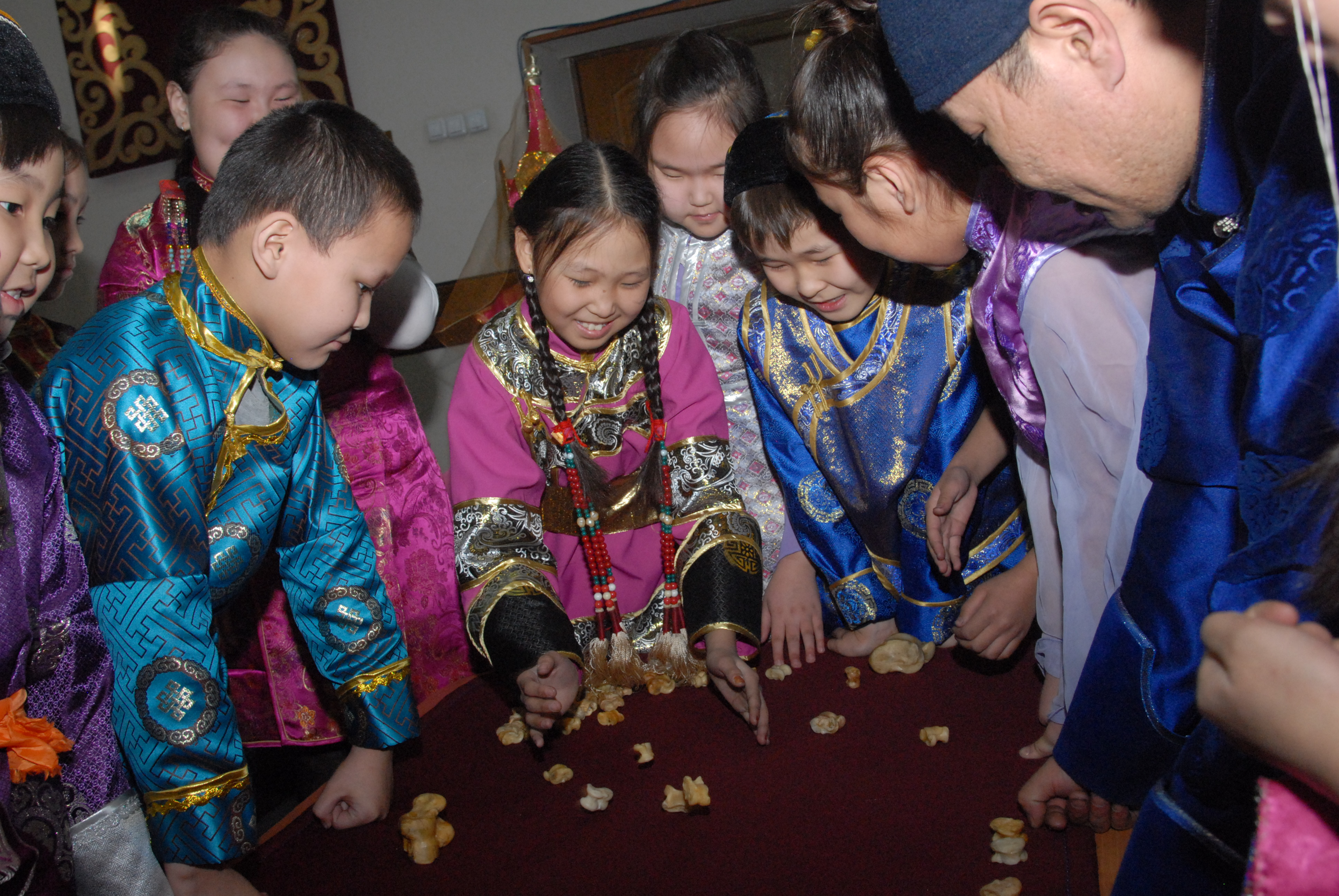
По-тувински «кажык». Во время игры. Республика Тыва

Есть ещё и другие игры с использованием этих костей. Например, в игре Хан талапай один игрок берёт в обе ладони сложенные чашей большое количество костей и рассыпает их на пол. Одна из костей при этом главная (хан, обычно она другого цвета), если она выпала в положение «алчы» (старшее из четырёх возможных положений) то игроки (двое или более) сразу нарасхват загребают себе побольше костей. При другом положении главной кости игроки выигрывают кости стараясь попасть одной костью («стреляют» ею одним пальцем) в другую находящуюся в таком же положении не задев при этом другие кости (этим игра немного похожа на русскую игру в бирюльки). При удачном ходе игрок забирает себе ту кость в которую попал и продолжает играть, при неудачном ходе (задел другую кость или не попал в кость с таким же положением) ход переходит к следующему игроку. Выигрывает тот игрок кто набрал большее количество костей.
Для самых маленьких детей существует очень простая вариант игры «Хан таламай» (Ограбление хана). Между детьми, сидящими в круг, высыпается куча асыков и произносится команда «Хан таламай», по которой дети стремятся заграбастать из кучи большее количество асыков. После этого ведется подсчет асыков у каждого ребенка, таким образом, игра помогает обучению детей счету.
В Бурятии игра в кости (альчики) называется «Шагай наадан», где ежегодно на национальные праздники Сагаалган и Сурхарбаан проводятся турниры по древней игре.
В Кыргызстане игра Ордо популярна среди взрослых. Состязания проходят на круглой площадке диаметром около 10 метров. Также в 2016 году разработана настольная версия древней игры Айкур на столах наподобие бильярдных. Настольная игра позиционируется как элитная альтернатива бильярду.

## Заливание свинцом
Для большей устойчивости «сака» обычно заливается свинцом. 

## Использование в музыкальных инструментах

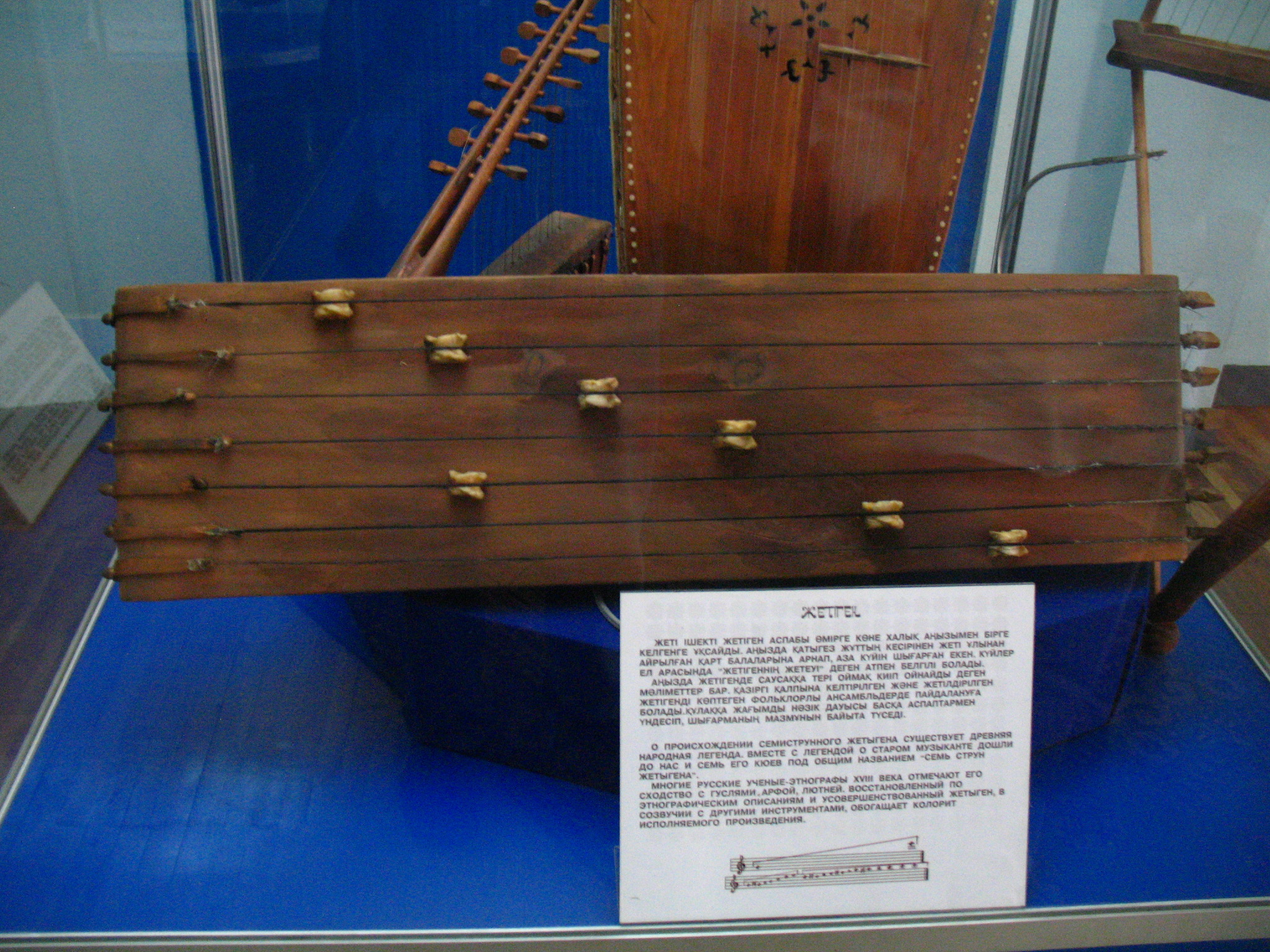
Жетыген

Альчики помимо игр и гадания используются также как часть музыкальных инструментов. Например, в казахском национальном музыкальном инструменте жетыген (на илл.), схожем с монгольским ятга, альчики используются в качестве передвижных порожков для струн.

## Асыки в культуре
В казахской сказке «Алтын сака» (Золотой биток) ведьма Жалмауыз-кемпир, желая отобрать сына у бая, забирает у него золотой биток, за которым впоследствии приходит мальчик.